# Bosque magallánico

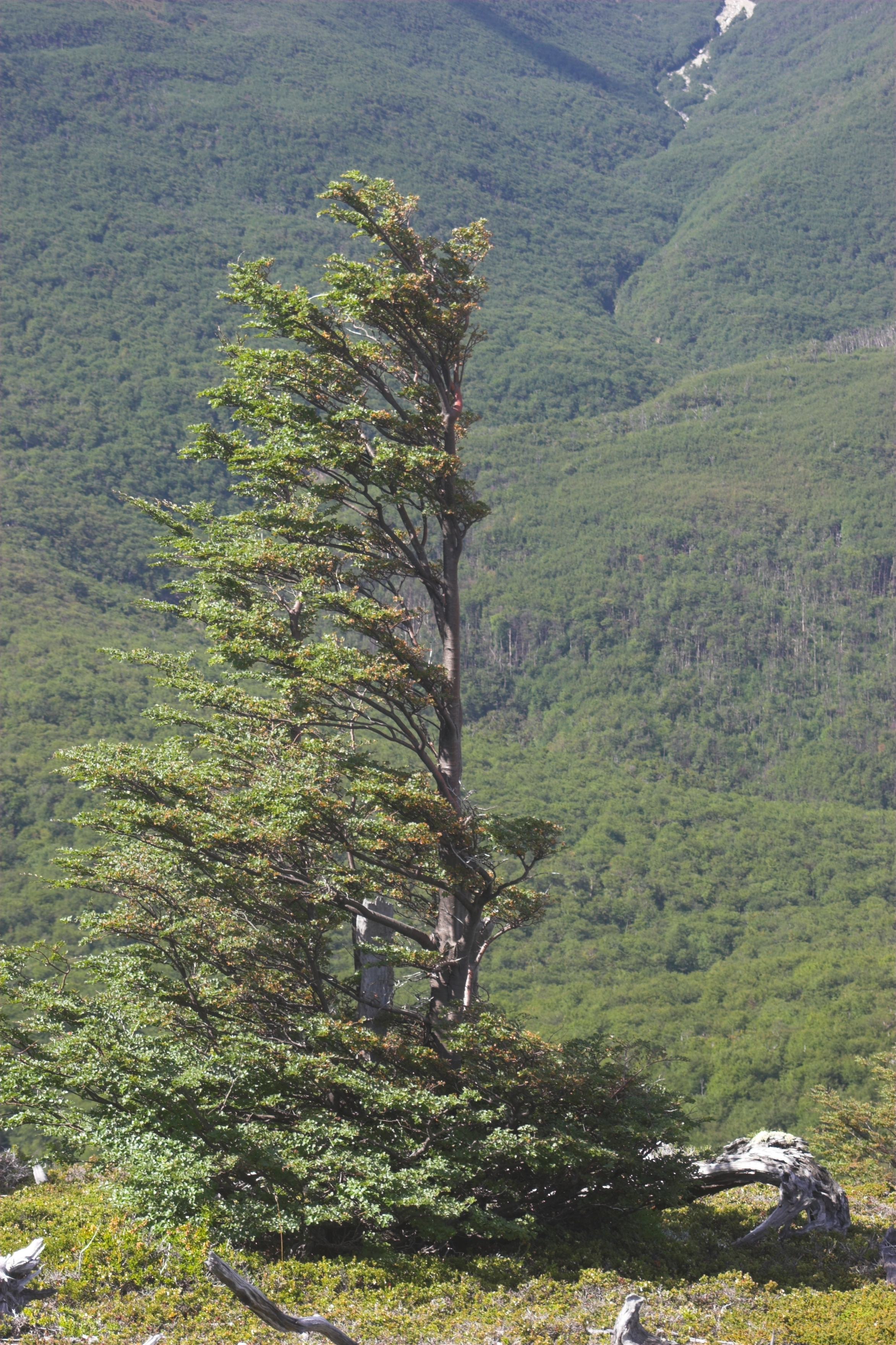
La acción de los vientos moldea los árboles más expuestos

El bosque magallánico, también llamado taiga magallánica, bosque subpolar magallánico o selva fría es una ecorregión del extremo sudoeste de Sudamérica, que cubre sectores del extremo sur de Chile y de Argentina, dentro de la ecozona del Neotrópico y clasificado como bosque templado de frondosas y mixto o taiga.

## Ubicación
Se asienta sobre los tramos australes de la cordillera de los Andes, tanto sobre la porción final de Sudamérica continental como en el archipiélago de Tierra del Fuego. Toda esta ecorregión estuvo cubierta por glaciares en la última glaciación: la de Würm, y los paisajes están profundamente labrados por ellos, presentando fiordos, lagos, numerosas islas e islotes, y canales.
En latitudes más templadas, es reemplazada por la ecorregión del bosque valdiviano, que guarda muchas afinidades con la ecorregión del bosque subpolar magallánico en flora y fauna. Hacia el este y norte contacta con la ecorregión de la pradera patagónica, la cual es más seca y posee un clima térmico más continental, presentando una vegetación de gramíneas con algunos arbustos.

## Clima
La cordillera de los Andes intercepta la humedad de los vientos que provienen del Pacífico, creando las condiciones adecuadas para el crecimiento de bosques húmedos, mientras que las frías corrientes oceánicas australes, tanto la corriente de Humboldt —que recorre de sur a norte las costas occidentales de Sudamérica hasta el ecuador—, como la corriente circumpolar antártica —que circunvala de oeste a este a la Antártida—, mantienen la ecorregión del bosque subpolar magallánico fresca y húmeda, con una influencia oceánica muy poderosa para moderar las temperaturas extremas, tanto las invernales como las estivales. Los promedios térmicos anuales varían de 6 °C en el norte a 3 °C en el sur, y las lluvias anuales van desde cerca de 5000 mm en el oeste a 450 mm en el este.

## Flora
Así como la ecorregión del bosque valdiviano, el bosque subpolar magallánico es refugio de la flora antártica, y comparte muchas familias de plantas con las ecorregiones de bosques templados de Nueva Zelanda, Tasmania, y Australia, especialmente  especies de hayas del sur (Nothofagaceae). Tres especies arbóreas del género de las hayas del sur son características de esta ecorregión: el coigüe de Magallanes (Nothofagus betuloides), el ñire (Nothofagus antarctica), y la lenga (Nothofagus pumilio), siendo el primero casi exclusivo del bosque subpolar magallánico. Esta ecorregión no tiene la misma profusión de especies que presenta la valdiviana, debido a su clima más frío y a su reciente glaciación, la cual obligó a los bosques a replegarse más al norte, siendo esta región recolonizada hace menos de 10 milenios, cuando el clima se tornó más templado, generando en consecuencia el retroceso de los enormes glaciares.
Estos bosques son únicos en el mundo por haber surgido en un clima con veranos sumamente fríos (promedio de alrededor de 9 °C en el sur a nivel del mar) y vientos muy fuertes. Debido a ello, las especies del bosque magallánico se han plantado en otras partes del mundo de clima similar pero que carecían naturalmente de árboles, lográndose así que especies como el canelo (Drimys winteri), el coigüe de Magallanes, el ñirre, la lenga, el maitén de magallanes (Maytenus magellanica) y el notro (Embothrium coccineum) se hayan podido introducir con éxito en las Islas Feroe y archipiélagos vecinos, con buenos signos de aclimatación, mientras que las especies del más cercano norte de Europa no logran adaptarse.

### Fitogeografía de la ecorregión del bosque subpolar magallánico

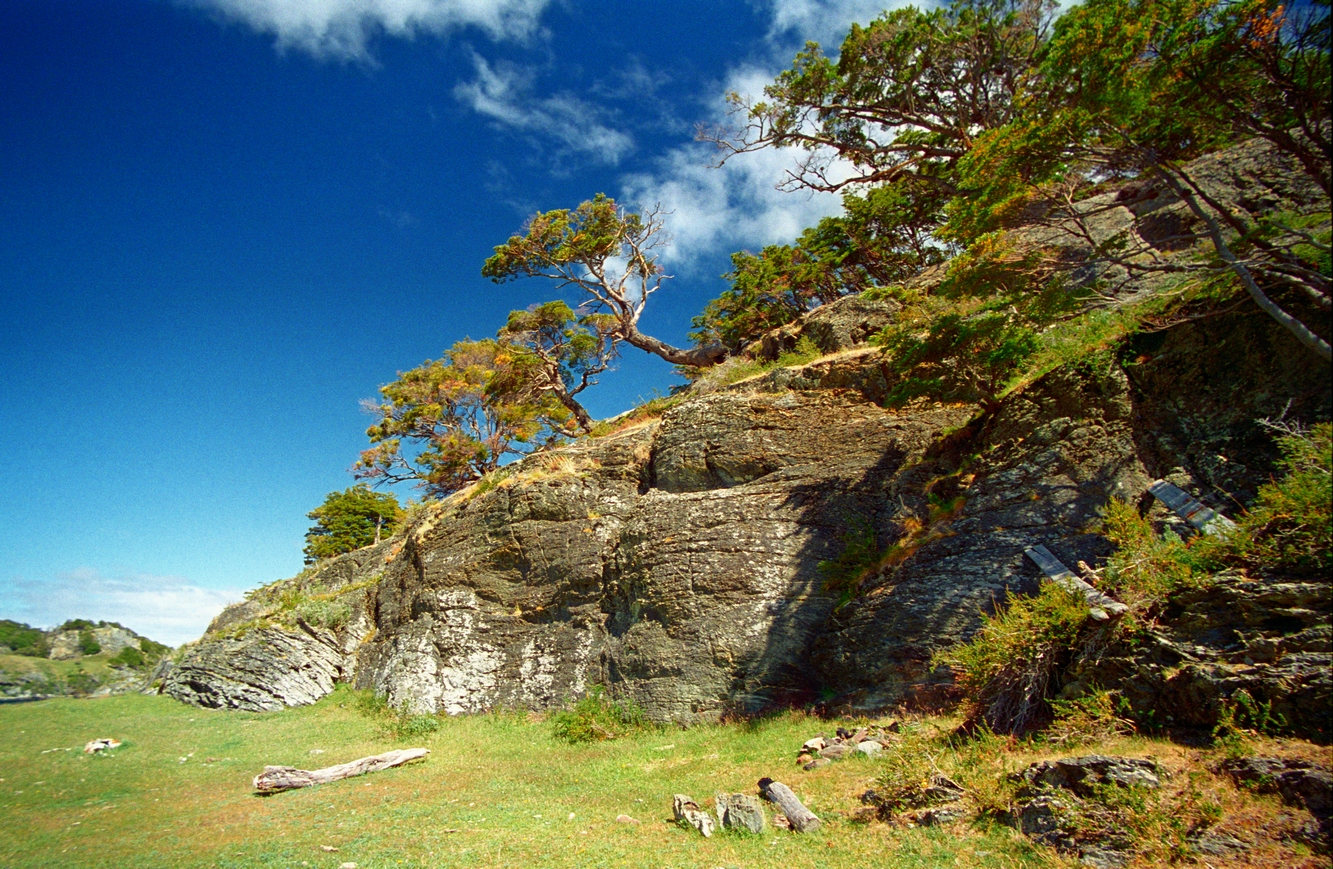
Harberton, Tierra del Fuego, Argentina

Esta ecorregión posee tres principales comunidades florísticas: el matorral magallánico, el bosque perennifolio magallánico lluvioso, y el bosque magallánico caducifolio.

#### Matorral magallánico
El matorral magallánico se presenta en el sector occidental de la región, donde la influencia oceánica es más fuerte. Domina en muchas de las islas del sur de Chile; en el sector argentino es característico de buena parte de la Isla de los Estados. Soporta precipitaciones de hasta 5000 mm/año, con temperaturas frías, fuertes vientos, condiciones de pobre drenaje y terreno pedregoso con muy delgada capa de suelo fértil. Generalmente este matorral consiste en un mosaico de plantas muy bajas, arbustos enanos y árboles deformados por el viento. Solo en las áreas más protegidas pueden encontrarse pequeños grupos de árboles y arbustos siempreverdes tales como el coigüe de Magallanes, canelo, ciprés enano (Lepidothamnus fonkii) y ciprés de las Guaitecas (Pilgerodendron uviferum).

#### Bosque perennifolio magallánico lluvioso
Este bosque, también llamado: selva húmeda fría, constituye el máximo exponente botánico de esta ecorregión. Se presenta solo en sectores menos expuestos al rigor del fuerte viento, con buena cantidad de lluvias, y con temperaturas algo menos oceánicas y más templadas, por ello se encuentra solo en las costas de algunos fiordos y lagos. El coigüe de Magallanes es la especie dominante, acompañado por otras especies de árboles siempreverdes:  canelo, ciprés de las Guaitecas, ocasionalmente el notro y maitén de magallanes.

#### Bosque magallánico caducifolio
Este bosque crece en áreas expuestas, rocosas, pobremente drenadas, más frías o secas. Es dominado ampliamente por dos especies del género Nothofagus:  Nothofagus antarctica, y Nothofagus pumilio. Se lo encuentra en amplios sectores hacia el este (o norte en el sector austral), en especial donde la lluvia decrece; más allá forma un ecotono con la pradera patagónica.